# Dolmen de Pierre-Folle (Thiré)
Le dolmen de Pierre-Folle est un dolmen situé à Thiré, dans le département français de la Vendée.

## Historique
L'édifice est classé au titre des monuments historiques en 1968. Le site fut fouillé de 1968 à 1971 par Pierre Chaigneau et Roger Joussaume. 

## Architecture
Le monument a été édifié à 45 m d'altitude, sur un flanc de colline à proximité de la Smagne. C'est un grand dolmen délimité par sept orthostates (numérotés I à VI) dessinant une vaste chambre rectangulaire de 7 m sur 5 m : trois piliers côté sud-ouest (numérotés I, II et VIII), la dalle de chevet (numérotée III), deux piliers côté nord-est (numérotés IV et V), deux piliers côté entrée (numérotés VI et VII). Le pilier II mesure 3,60 m de longueur sur 2,50 m de hauteur. La dalle de chevet est particulièrement spectaculaire, elle mesure 5,60 m de longueur. Les poids estimés du pilier II et de la dalle de chevet sont respectivement de 10 t et 12 t. Les orthostates IV (4,40 m de longueur) et V (2 m de longueur pour 1 m d’épaisseur par endroits) dépassent désormais à peine du sol, ils ont probablement été débités par des carriers à une époque inconnue. Lors des fouilles, des vestiges d'un dallage du sol ont été découverts dans l'angle nord-ouest et près de l'entrée. À l'origine, la chambre était donc probablement entièrement dallée.

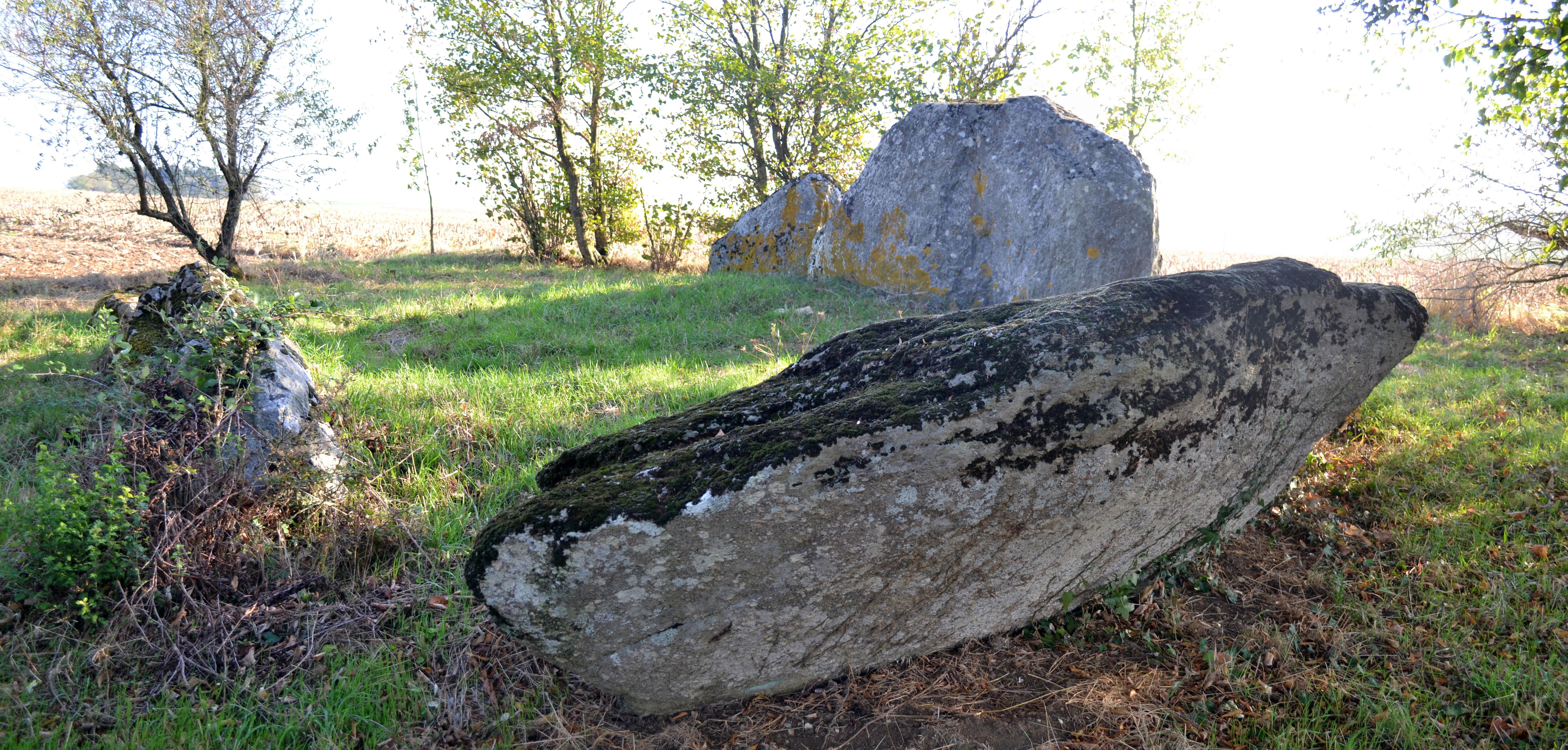
Au premier plan, la dalle de chevet.

Le dolmen ouvre au sud-est. La forme quadrangulaire de la chambre et sa grande taille semblent indiquer qu'il s'agissait d'un dolmen de type angevin. La découverte de deux fossés parallèles creusés dans le sol, devant les piliers VI et VII, sur près de 4 m de longueur et 1 m de profondeur, laissent supposer l'existence, à l'origine, d'une antichambre entre la chambre et le porche trilithe, on serait alors en présence d'un dolmen angevin à antichambre comme à La Roche-aux-Fées.
Une partition de l'espace intérieur a été opérée, dans l'angle est près de l'entrée, avec des dallettes en schiste disposées sur chant. La présence d'un trou de poteau dans l'axe de l'entrée (diamètre maximal 0,30 m, profondeur 0,33 m) indique qu'il devait exister un aménagement complémentaire en bois. Aucune trace du tumulus n'a été retrouvée.
Tous les orthostates et les pierres utilisées pour le dallage sont constitués de deux gneiss différents. Sachant que le substrat rocheux local est en calcaire, ceci implique un déplacement des dalles sur une distance minimale d'environ 6,5 km depuis les Humeaux, site d'extraction le plus proche.

## Mobilier archéologique
Les ossements découverts correspondent à une quarantaine d'individus, la plupart des inhumations ayant été regroupées dans la partie orientale de la chambre funéraire. Elles correspondent à plusieurs périodes d'utilisation couvrant le Néolithique, le Chalcolithique, l'âge du Bronze et des périodes plus récentes. Le mobilier lithique se compose de 222 objets, complétés par près de 800 quartz plus ou moins bien taillés, dont quatre armatures de flèches tranchantes (dont une type Sublaines), une armature perçante à pédoncule et ailerons et deux plaquettes de schiste.
Le mobilier céramique comprend un vase en tonnelet (type « pot-de-fleur »), une série de 17 vases campaniformes couvrant une longue période et deux gobelets décorés à la cordelette. Les éléments de parure sont en or (7 plaquettes rectangulaires, 1 disque, 3 perles tubulaires, 1 pépite perforée), en os (1 tube à décor incisé, 4 boutons perforés en « V », 4 perles), en pierre (1 plaque en calcaire, 10 perles en variscite), 3 éléments de parure en ambre (2 perles, 1 pendeloque) et un coquillage. Les objets usuels comprennent un poinçon en os, une alène et un anneau spiralé en cuivre.